# Avenue Joseph-Claussat
L'avenue Joseph-Claussat est une avenue de Thiers dans le département du Puy-de-Dôme en région Auvergne-Rhône-Alpes.

## Situation et accès
Située dans la Vallée des usines, c'est l'une des voies publiques les plus empruntées de la vallée.
L'avenue ne compte aucun commerce, très peu de professions libérales, mais beaucoup de polisseurs et d'émouleurs.

## Origine du nom
Elle porte le nom de l'homme politique français et député socialiste du Puy-de-Dôme Joseph Claussat (1874-1925).

## Historique
L'avenue a été construite au fond de la vallée des usines au XVIIe siècle, sur les rives de la Durolle. Un mur d'une hauteur allant de deux mètres à six mètres de hauteur protège la route assez fréquentée des crues torrentielles de la rivière. Avant la construction du Pont de Saint-Roch, l'avenue était très convoitée et difficile d'accès. Le pont vient alors désengorger cette profonde vallée et la Route Départementale n°45. La construction débute en 1880 pour finir en 1882.
Avant de s'appeler avenue Joseph-Claussat, l'avenue portait le nom d'avenue de la République. En 1918, elle était toujours nommée avenue de la République.